# HTRK
HTRK  (Изначально Hate Rock Trio) — австралийская рок-группа, сформированная в 2003 году в Мельбурне, штат Виктория, играющая медленную мрачную музыку. Участники HTRK покинули Австралию ради музыкальной карьеры, и получили некоторое признание, но после трагической гибели одного из постоянных участников и основателя группы Шона Стюарта 18 марта 2010 года в результате самоубийства, вернулись обратно в родной город, продолжив заниматься музыкой в составе дуэта.
На творческом пути с группой сотрудничали и оказывали поддержку именитые музыканты, такие как Роланд С. Говард и Кози Фанни Тутти, известная участием в Throbbing Gristle. О HTRK неоднократно писали музыкальные издания, в том числе популярные NME и Pitchfork. Саша Грей поставила альбом группы Marry Me Tonight на первое место в тройке лучших за 2009 год, в одном ряду с работами культовых коллективов Sunn O))) и  Current 93.

## История
Созданная в Мельбурне, штат Виктория, Австралия, и базирующаяся в Лондоне, Англия, Великобритания, с 2007 года, группа HTRK (произносится как Hate Rock) начала играть в ноябре 2003 года, когда гитарист Найджел Янг и басист Шон Стюарт пригласили вокалистку Джоннин Стэндиш для создания музыки, вдохновленной сюрреалистическими фильмами Дэвида Линча, а также протопанком и постиндустриальными музыкальными идеями. Они использовали очень медленную драм-машину — Roland TR-808, минималистичный басовый грув и высокотекстурированный шум. Их звучание вступило в противоречие с положением рок-музыки в Австралии того времени. Первым релизом HTRK стал EP Nostalgia, вышедший в 2004 году. Изначально он задумывался, как демо, но позже группа самостоятельно выпустила его ограниченным тиражом в 500 дисков.
Их живые выступления вскоре привлекли внимание культового андеграундного музыканта и продюсера Роланда С. Говарда, и популярного австралийского продюсера Линдси Гравина, которые пригласили их записать свой дебютный альбом на Gravina's Birdland Studios. Названный Marry Me Tonight и рассматриваемый группой как «что-то вроде поп-музыки», альбом несколько лет пребывал в забвении, что обусловлено затянувшимися правовыми разногласиями. В августе 2005 года группа выступила в поддержку Говарда на премьере фильма Скотта Кейри «Убей свои идолы» в Мельбурне.
В 2006 году, через несколько месяцев после записи Marry Me Tonight, трио переехало в Берлин и гастролировало с другими экспатриантами — группой The Devastations, и отыграло свой первый концерт в Великобритании, в клубе 20jazzfunkgreats в Брайтоне. После просмотра выступления на Brixton Windmill, британский лейбл Fire Records подписал HTRK, чтобы сделать большое международное издание Nostalgia. В 2007 году состоялись европейский тур, который поддерживала группа Liars, а также выступление в клубе Optimo в Глазго.
В 2008 году они начали сотрудничество с Полом Смитом, который организовывал выступления Лидии Ланч и Алана Веги в Лондоне. Стюарт и Стэндиш провели часть года в Мельбурне, записываясь в качестве гостей на последнем альбоме Говарда — Pop Crimes, который включает в себя дуэт Говарда и Стэндиш в песне «(I Know) a Girl Called Jonny».
В 2009 году Marry Me Tonight был наконец выпущен на независимом лейбле Смита — Blast First Petite, получив критическую поддержку от британской прессы, набрав 8 из 10 в NME. Художник и бывшая порноактриса Саша Грей назвала Marry Me Tonight одним из трёх лучших альбомов за год в опросе от музыкального блога Stereogum. В том же году HTRK были приглашены группами Yeah Yeah Yeahs, The Horrors и Fuck Buttons для участия в различных европейских турах. Их растущая популярность привела к выступлению в клубе Cargo в Лондоне, вместимостью 650 человек, в январе 2010 года. В то же время вышел первый из серии бесплатных микстейпов, а группа появилась в американских журналах Alternative Press и Nylon.
18 марта 2010 года произошла трагедия. Стюарт был найден мёртвым в своем лондонском доме в результате самоубийства. Данное предположение было сделано на австралийском музыкальном сайте Mess+Noise и было позже подтверждено заявлением в СМИ. NME опубликовал некролог 24 апреля 2010 года с соболезнованиями от Ника Зиннера из группы Yeah Yeah Yeahs и Фэриса Бэдвана из группы The Horrors.
Стэндиш и Янг продолжили деятельность, начиная с выступления в Институте современного искусства (ICA) в Лондоне 29 ноября 2010 года, который ознаменовал их возвращение на сцену после смерти Стюарта. С тех пор они выпустили еще два альбома на лейбле Ghostly International: Work (Work, Work) 12 сентября 2011 года и Psychic 9-5 Club 1 апреля 2014 года.

## Творчество

### Work (Work, Work)
Критики в целом положительно отозвались об альбоме, отметив утяжеление звучания по сравнению с предыдущей работой — Marry Me Tonight.
Стеф Кретович в материале от журнала The Wire написал: «Work (work, work) — Это утончённый отклик к парализованной реальности консьюмеризма; его коварное, ползучее и подрывное манипулирование подсознательно чувствуется как некоторое количество низкочастотного тока».
Джон Калверт в материале от электронного журнала The Quietus написал: «Work (Work Work) — Это не пикник, а вечные муки. <…> Work (Work Work) — обязательная вещь для несгибаемых технофилов и достойная дань уважения басисту Шону Стюарту, который скончался до его завершения». Автор материала сравнивает HTRK с группой Massive Attack и утверждает, что данные коллективы в своём творчестве создают некую «абстрактную сферу», где ад пересекается с реальностью в условиях городской среды.
Конрад Тао в материале от электронного журнала Tiny Mix Tapes написал: «Это освежающе несентиментальный альбом, который смеет противостоять фригидной реальности смерти в лоб. <…> Даже в одурманенном, скорбном состоянии он удерживает ваш взор». Также приводится цитата самой группы об альбоме: «Work (Work Work) вращается вокруг тем подчинения, дисфории, сентиментальности, техно-нуара и корпоративной жизни». В этом материале утверждается, что в песне Ice Eyes Eis, которая открывает альбом, используется запись голоса немецкого секс-работника (-цы), «соблазнительно стонущего на леденящем музыкальном фоне».
В материале от журнала self-titled написано: «Вероятно, одна из наиболее неправильно понятых записей года: Work (work, work) не имеет ничего общего с витч-хаусом или любыми другими очевидными тенденциями».
Зак Келли в материале от популярного музыкального электронного журнала Pitchfork написал: «Здесь они демонстрируют заметно минималистичное звучание, с темными стонами и лязгом, которое вдохновлено колдвейвом и множеством других жутких символов». Издание поставило альбому оценку 5.7 из 10, назвав работу «неаппетитно наркотизированной и тусклой».

#### Видеоклипы
Польские художники Эвелина Александрович и Анджей Войтас, которые работают под псевдонимом Pussykrew создали видеоклипы к большей части песен с альбома. На официальном сайте художественного объединения утверждается, что данные работы предназначались для проецирования на стену во время живых выступлений группы в их международном туре 2011  года в поддержку альбома. В материале от музыкального журнала Fact видеоклип к песне Synthetik был назван «изысканным мраком».

## Дискография

### Студийные альбомы
- Marry Me Tonight (Blast First Petite, 2009 год)
- Work (work, work) (Ghostly International, 2011 год)
- Psychic 9-5 Club (Ghostly International, 2014 год)

### Мини-альбомы
- Nostalgia CD/12" (изначально выпущен силами группы, 2004; перевыпущен Fire Records, 2007)
- Keep Mother - Volume 6 10" сплит с Дюком Гарвудом (Fire Records, 2006)
- Live at Corsica Studios London 2008 цифровая версия (выпущен силами группы, 2011)

### Синглы
- "HA"/"Panties (Live)" 12" (Blast First Petite, 2008)
- "Disco"/"Suitcase" digital (Blast First Petite, 2009)
- "Eat Yr Heart"/"Sweetheart" 10" (Ghostly International, 2011)
- "Poison (Mika Vainio Remix)" 10" (Ghostly International, 2013)